# Tuija Lindströmová
Tuija Lydia Elisabeth Lindströmová (nepřechýleně Tuija Lindström; 5. května 1950 – 26. prosince 2017) byla finsko-švédská fotografka, výtvarnice a profesorka fotografie na univerzitní Škole fotografie a filmu v Göteborgu ve Švédsku, v letech 1992–2001. Žila a pracovala ve Stockholmu.

## Životopis
Na začátku 90. let se stala velmi známou svými černobílými fotografiemi žen plovoucích v černém jezeře, známým jako Girls at Bull's Pond .  Její snímky se v této době věnovaly feministickým tématům, ale z jiné perspektivy, než bylo dříve ve Švédsku zvykem.
Uspořádala několik mezinárodních výstav a je zastoupena zejména v Moderna Museet ve Stockholmu, Houston Art Museum v USA a Finské muzeum fotografie v Helsinkách . Její výstava A Dream If Ever There Was One z roku 2012 v Hasselblad Centru v Göteborgu představila přehled její tvorby včetně krajin, portrétů, aktů a zátiší ve spolupráci s Finským muzeem fotografie v Helsinkách.
Lindströmová byla první švédskou profesorkou fotografie na univerzitě v Göteborgu, založila magisterský program a položila základy pro pokračující fotografický výzkum. 